# Foglár György
Foglár György (Csejte, 1670. április 30. – Eger, 1754. október 12.) címzetes püspök, egri kanonok, az egri jogakadémia alapítója.

## Életpályája
Nemesi családból származott; középiskoláit Nagyszombatban és Pozsonyban végezte; mint esztergomi papnövendék bölcseletre s teológiára a bécsi egyetemre ment; misés pappá szenteltetvén, működését Házasnényén kezdte el. Innét csakhamar az egri egyházmegyébe, hol a török uralom után a papokban nagy hiány volt, lépett át és 1707-ben pásztói plébánossá nevezték ki. 1710-ben Telekessy István egri püspök maga mellé vette kanonoknak; 1713-ban prépost és 1718-ban címzetes szerbiai püspökséget nyert.

## Jótékonysága
1740-ben 25 ezer forinttal és az almagyari szőlője árából Egerben jogakadémiát alapított, alapítványához a jogi iskola számára 1745-ben 50 000 forint értékű házat vett és 1746-ban az alapítványi tőkét 41 000 forintra emelte; 1754. augusztus 5-én írt végrendeletében azt véglegesen 50 000 forintban állapította meg. A papnövendékek részére alapította az egyházjogi tanszéket, 2000 forintot pedig azon célra hagyott, hogy annak kamataiból a növendékek hasznos hittani könyvekkel láttassanak el; alapítványát az 1741-es országgyűlésen törvénycikkbe is iktatták.

## Művei
- Hortus divinorum eloquiorum, pro facilitate concionatorum, perariumque in vinea domini evangelizantium perutilis. Cassoviae, 1723.
- Ferculum vitae aeternae, seu veritas de reali praesentia Christi in eucharistia, ex argumentis et rationibus doctorum ortodoxae ecclesiae clarissimorum hactenus per adversarios nunquam solutis deducta. Cassoviae, 1725.

Leveleit, Pálffy János gróf leveleivel együtt a Magyar Akadémiai Értesítő közölte (1851.)